# Stop (canção de Spice Girls)
"Stop" é uma canção do girl group britânico Spice Girls. Foi co-escrito pelas integrantes do conjunto, Paul Wilson e Andy Watkins, compositores e dupla de produção conhecida como Absolute, ao mesmo tempo em que o grupo estava filmando cenas para o filme Spice World. "Stop" foi produzido por Wilson e Watkins para o segundo álbum do grupo Spiceworld, que foi lançado em 1997.
"Stop" é uma música dance-pop, com influências de blue-eyed soul da Motown e apresenta instrumentação de um violão e um metais. O videoclipe, dirigido por James Brown e filmado na Irlanda, apresenta o grupo em uma rua tradicional da classe trabalhadora dos anos 50 e mostrou-as cantando com jovens em vários pontos infantis. A música recebeu críticas principalmente positivas dos críticos de música, com muitos deles elogiaram as influências e a produção de Motown, na canção. "Stop" foi cantanda pelo grupo em várias aparições ao vivo na Europa e na América do Norte, incluída nas suas três turnês.
Lançado como terceiro single do álbum em março de 1998, alcançou o número dois no UK Singles Chart, atrás de "It's Like That", do Run-D.M.C. Vs Jason Nevins, terminando a série de singles consecutivos em número um, da Spice Girls. Foi moderadamente bem-sucedido internacionalmente, atingindo o pico dentro dos vinte primeiros na maioria das paradas que entrou. Nos Estados Unidos, "Stop" atingiu o número dezesseis no Billboard Hot 100, tornando-se o sexto top 20 consecutivo do grupo na parada. Foi o último single lançado antes da saída de Geri Halliwell em maio de 1998, embora não tenha sido o último single lançado a incluir seus vocais.

## Antecedentes e escrita
Em junho de 1997, o grupo começou a filmar cenas para o filme Spice World. Ao mesmo tempo, a Virgin Records iniciou as primeiras reuniões de marketing para a campanha promocional do álbum Spiceworld, que deveria ser lançada em novembro. Nenhuma música foi escrita para o álbum neste momento, então o grupo teve que fazer toda a gravação e a regravação das músicas ao mesmo tempo que gravavam o filme. Entre as folgas e o final de cada dia da filmagem, o grupo geralmente ia direto para um estúdio de gravação móvel, criado em um Winnebago, que as seguiam entre as gravações do filme. A rotina era fisicamente árdua, somada com as dificuldades logísticas; Melanie Brown comentou em sua autobiografia: "fazer os dois empregos em tempo integral, ao mesmo tempo, tomou um preço alto e dentro de um par de semanas, exaustivas". O O conceito de "Stop" foi escrito principalmente por Geri Halliwell. Ela apareceu com as primeiras letras da música e as gravou num ditafone; no dia seguinte ela mostrou a fita para Paul Wilson e Andy Watkins, os compositores e a dupla de produção conhecida como Absolute. A dupla então trabalhou com a melodia e começou a brincar com ela. Halliwell comentou sobre isso em sua autobiografia:

Eu queria algo com uma sensação de Motown. Mel C [Chisholm] finalmente acabou o coro e nós tivemos a base para uma música chamada "Stop". Mais tarde, quando tivemos mais tempo, as outras garotas entraram e ajudamos a escrever os versos e as pontes.

## Composição
"Stop" é uma música uptempo dance-pop, com influências da Blue-eyed soul da Motown e é uma reminiscência de singles clássicos de The Supremes ou Martha and the Vandellas. Está escrito na nota de Dó maior, com uma assinatura de tempo definida no tempo comum, e se move em um ritmo rápido de 132 batimentos por minuto. Liricamente, a música exige uma desaceleração no processo de namoro, e é particularmente direcionado para atrair a audiência feminina jovem, já que as ligações entre as mulheres, não estão ameaçadas.
É construído em uma forma de verso-pré-coro-coro, com uma pontes antes do terceiro e quarto coro. Começa com uma introdução instrumental e usa uma progressão de acordes de C-B ♭ -Am7-G, que também é usada durante os versos e o coro. No primeiro verso, Halliwell, Chisholm, Bunton e Beckham cantam cada uma das linhas. Os acordes mudam para Dm11-Dm9-Dm11-Dm9-Dm7-Em7-F major7-G durante o pré-choque, seguido do coro. O mesmo padrão ocorre levando ao segundo coro, a primeira parte do segundo verso consiste no uso repetido das palavras e ba da, então Bunton e Chisholm cantam o resto do verso. O grupo então cantam a ponte e terminam a música repetindo o coro duas vezes. A música usa a melodia do verso da canção When You Were Mine (Prince song), com frases ligeiramente alteradas.

## Lançamento
"Stop" foi lançado no Reino Unido em 9 de março de 1998, em duas versões singles. O primeiro, um CD single padrão, que incluiu a música e as versões ao vivo de "Something Kinda Funny", "Mama" e "Love Thing", tiradas da série de concertos que o grupo fez em Istambul, em outubro de 1997. A segunda versão, Também foi lançada em um single de CD padrão, continha a faixa, juntamente com o remix feito por David Morales, o Mix Rock & Roll da música de Stretch & Vern e uma versão cover de "Is not No Stoppin 'Us Now" do McFadden & Whitehead, Realizado junto com o cantor americano Luther Vandross.

## Recepção

### Critica
"Stop" foi em sua maioria bem recebido pelos críticos de música. Para Sylvia Patterson do NME, a música é um "Motown obscenamente atraente", ela acrescentou que é "o bom gênio pop destinou a canção a ser um número um, até o Japão cair no mar". David Wild, da revista Rolling Stone, a chamou de "uma confecção retrospectiva, lite do Supremes, que é tão inegável, quanto não original". David Browne da Entertainment Weekly, caracterizou-a como uma "recriação deliciosa do bop da Motown, empacotada com saltos e as boas vibrações da rua". Larry Flick, da revista Billboard, disse que a canção tem "uma vibração retrospectiva, das Supremes" e chamou seu gancho de "irresistível". Flick também elogiou o remix de David Morales da música, chamando-o de "uma música vibrante, sensível ao mesmo tempo", enquanto Howard Scripps do The Press of Atlantic City, a chamou de "uma óbvia canção de um grupo de garotas" e acrescentou que é "um outro potencial sucesso". Por outro lado, em uma revisão de Spiceworld, Andy Gill, do The Independent, chamou o álbum de um "desfile chique, mas sem encanto" e descreveu "Stop", como um "pseudo-Motown".
Stephen Thomas Erlewine do Allmusic, comentou que a música "consolida e expande o estilo do grupo [...] [adicionando] força, neo-Motown de Blue-eyed soul na veia do Culture Club". Erlewine elogiou "Stop" em uma revisão do álbum de compilação do grupo, dizendo que "é tão incrível essa parte obrigatória de British Tamla/Motown, que a canção trará". Stewart Mason, também do Allmusic, comparou-a aos singulares clássicos do Bananarama e chamou-a de "um pedaço glorioso de pop descartável, mas maravilhoso" Amanda Murray, da Sputnikmusic, também elogiou a música, dizendo que é "uma música bem animada, completamente despreocupada". A SMusic Week descreveu-a como uma "homenagem animada e tocada por trompete ao R&B da velha escola. Muito influenciada pelo Motown. [...]". O Virginian-Pilot disse que os chifres da música é um "soul clássico, com um ajuste dos anos 90". O crítico Roger Catlin, do The Buffalo News, a descreveu como "um Motown forte [...] [com] uma mensagem pró-feminista". Em uma revisão do álbum Greatest Hits do grupo, Nick Levine, do Digital Spy, disse que "Stop" ainda soa "como a melhor música que o Motown, nunca produziu".

### Comercial
"Stop" foi lançado no Reino Unido em março de 1998. Ele entrou e chegou ao número dois no UK Singles Chart, com vendas da primeira semana de mais de 115.000, sendo mantidos fora do primeiro lugar pelo remix de Jason Nevins de Run–D.M.C. do single de 1983 do DMC "It's Like That". Ele terminou a série de números um consecutivos das Spice Girls na parada (de "Wannabe" a "Too Much"). "Stop" ficou três semanas dentro dos dez primeiros, oito semanas dentro do top quarenta e dezoito semanas no total, ganhando uma certificação de prata pela British Phonographic Industry (BPI) em 1998. A até março de 2017, a música já tinha vendido 420.200 cópias, no Reino Unido.
"Stop" foi moderadamente bem sucedido no resto da Europa. Chegou à sexta posição no Eurochart Hot 100, atingiu o pico dentro dos dez melhores na Finlândia, Irlanda, Holanda, Suécia e Valónia, e dentro dos vinte primeiros na Áustria, na Flandres, França, Itália e Suíça. A música foi mais bem sucedida na Oceania. Na Nova Zelândia, estreou em 12 de abril de 1998 no número treze, alcançou o número nove e permaneceu 12 semanas na parada. Na Austrália, estreou no quadro de singles da ARIA no número onze, atingindo o número cinco na quinta semana. Permaneceu durante vinte e uma semanas na parada e foi certificado de platina pela Australian Recording Industry Association (ARIA).
Em abril de 1998, "Stop" estreou no gráfico de singles do RPM canadense no número noventa e nove, atingindo um pico do número três na sua nona semana. Nos EUA, "Stop" estreou no Billboard Hot 100 em 20 de junho de 1998, no número trinta e seis. Ele alcançou o número dezesseis duas semanas depois, tornando-se o sexto top consecutivo do grupo na parada. "Stop" atingiu o pico de onze, no Hot 100 Singles Sales chart, mas recebeu pouco apoio das estações de rádio e entrou mal no Hot 100 Airplay, atingindo o número setenta. A música atingiu o número três na parada do Hot Dance Singles Sales, mas apenas teve sucesso moderado em outros formatos, atingindo os quatorze no Hot Dance Club Play e aos trinta e sete no Mainstream Top 40.

## Videoclipe

Uma cena do clipe para "Stop", com as Spice Girls fazendo uma dança com gestos manuais, em uma rua tradicional da classe trabalhadora, inspirada nos anos 50.

O videoclipe de "Stop" foi filmado em 27 de janeiro de 1998, na Irlanda e foi dirigido por James Byrne. Sobre o conceito, Melanie Brown comentou: "Não houve uma divulgação, para este vídeo, oque foi um erro. Não foi planejado até o último detalhe oque seria o conceito do clipe e era bastante gratuito. então o diretor teve que abranger a ideia de todas nós, além de colocar suas idéias em cima dele e fazer tudo fluir.
O inicio lembra uma rua da classe trabalhadora britânica tradicional dos anos 50, foi filmado em Carnew Street, em Dublin, e apresenta cenas de cada integrante do grupo cantando em diferentes portas. Então, durante no primeiro refrão, o grupo executa uma dança com gestos manuais, que também foi usada durante suas apresentações ao vivo. A segunda metade do vídeo, ambientada na pequena cidade de Rathdrum, Condado de Wicklow. Mostrou o grupo interagindo com jovens em várias atividades, como correr pelas ruas dançando, pular corda, brincar de alpacas, berço de gato e pat-a-cake, hula hooping, cavalgadas, Geri participa de competições de vários tipos. Os locais são representados como pessoas da classe trabalhadora que frequentam a feira local ou tomam uma bebida no pub. No final do vídeo, o grupo canta em um estágio no salão local em frente a uma plateia de jovens e idosos. A plateia aplaude após a conclusão da música. Geri pode ser vista afastando a língua e o vídeo se encerra.

## Performances ao vivo

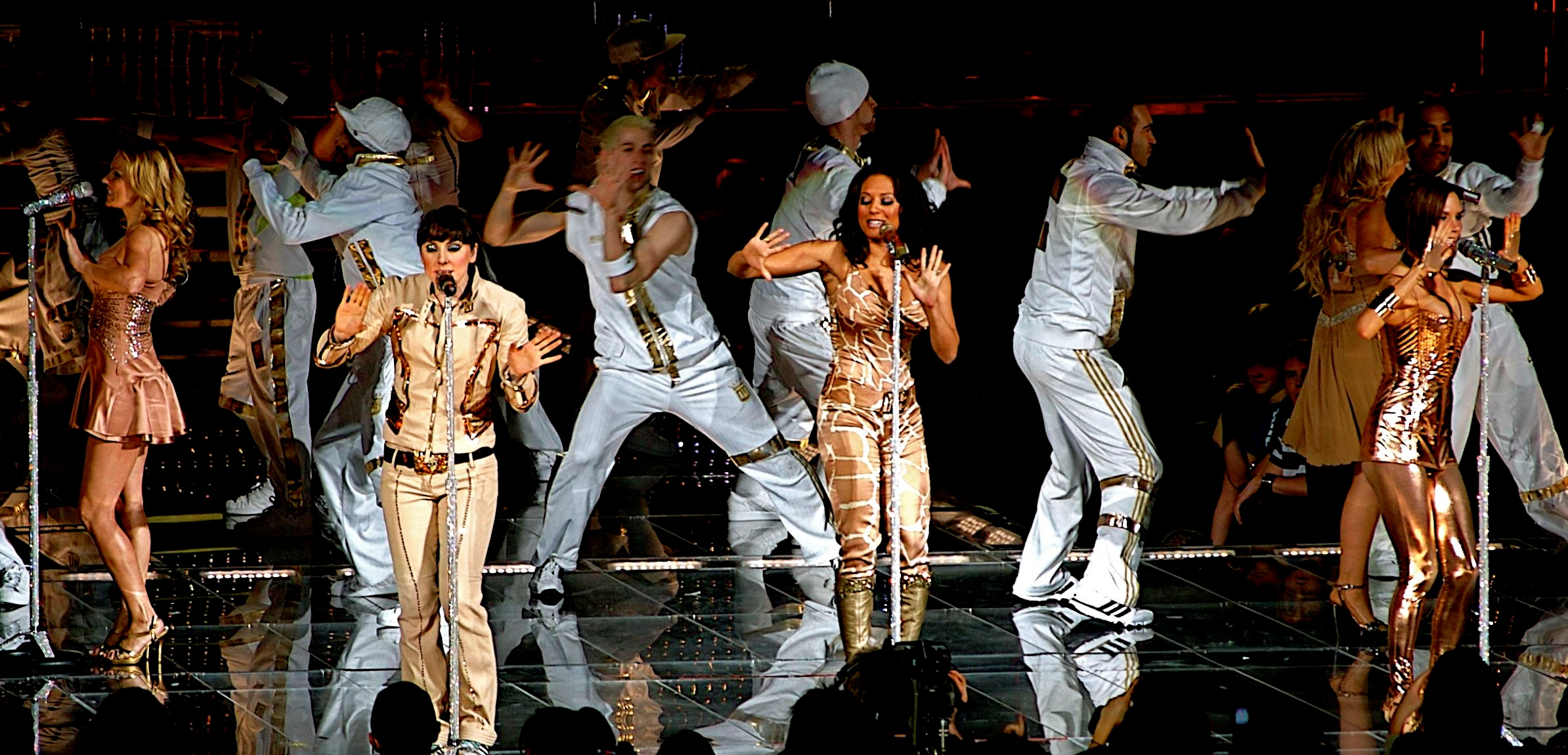
As Spice Girls fazem uma dança de gestos manuais, enquanto executam a música no Air Canada Centre em Toronto, Canadá; Durante a turnê The Return of the Spice Girls, vestida com roupas de bronze e cobre feitas por Roberto Cavalli.

A música foi cantada muitas vezes na televisão, tanto no Reino Unido como nos EUA, incluindo apresentações no An Audience with..., Top of the Pops, The Tonight Show with Jay Leno e o Late Show with David Letterman. Por sua performance "Stop" no BRIT Awards, o grupo adotou uma aparência de Supremes e apareceu no palco em um carro ao estilo dos anos 1960. O grupo cantou "Stop", sem Halliwell em Modena, Itália; Para o concerto de caridade organizado por Pavarotti e Friends, anualmente em junho de 1998.
Em outubro de 1997, o grupo a cantou como a nona música de seu primeiro concerto ao vivo na Arena Abdi İpekçi em Istambul, Turquia. O desempenho foi transmitido no Showtime em um evento pay-per-view intitulado Spice Girls In Concert Wild!. No entanto, a versão VHS e DVD do concerto, Girl Power! Live in Istanbul, não inclui a performance de "Stop". Em novembro de 2007, o grupo realizou juntos pela primeira vez em quase uma década no salão de moda de Victoria's Secret de 2007, realizado em Los Angeles, Califórnia. O grupo que se vestiu com roupas temáticas militares cantou "Stop". Uma performance gravada em Playback na música, vestidas com roupas de marinheiras azuis, exibida em 17 de novembro de 2007 para a maratona Children in Need 2007. Em 8 de novembro de 2010, Brown realizou "Stop" com os concorrentes da segunda série da edição australiana do The X Factor.
O grupo cantou a música em suas três turnês, o Spiceworld Tour, Christmas in Spiceworld Tour e The Return of the Spice Girls. Permaneceu no set ao vivo do grupo após a saída de Halliwell, no final da parte européia da Spiceworld Tour, suas partes foram cantadas por Brown. A performance no concerto final da turnê, pode ser encontrada no vídeo: Spice Girls Live at Wembley Stadium, filmado em Londres, em 20 de setembro de 1998. Para a turnê Return of the Spice Girls, foi cantada como a segunda música do segmento de abertura do show. O grupo vestiu roupas de bronze e cobre coloridas feitas pelo estilista italiano Roberto Cavalli.

## Formatos
Estes são os formatos e faixas dos principais singles lançados de "Stop".
| - CD1 britânico/CD1 australiano/CD brasileiro/ CD1 americano 1. "Stop" – 3:24 2. "Something Kinda Funny" (Ao Vivo em Istanbul) - 4:43 3. "Mama" (Ao Vivo em Istanbul) – 5:18 4. "Love Thing" (Live in Istanbul) – 5:06 - CD2 britânico/CD2 australiano / CD europeu / CD japonês 1. "Stop" – 3:24 2. "Ain't No Stoppin' Us Now" (com participação de Luther Vandross) – 4:55 3. "Stop" (Morales Remix) – 7:23 4. "Stop" (Stretch 'N' Vern's Rock & Roll Mix) – 9:11 - CD Europeu de 2 faixas 1. "Stop" – 3:24 2. "Ain't No Stoppin' Us Now" (com participação de Luther Vandross) – 4:55 | - CD2 dos EUA 1. "Stop" – 3:24 2. "Stop" (Morales Remix) – 7:23 3. "Stop" (Stretch 'N' Vern's Rock & Roll Mix) – 9:11 4. "Stop" (Morales Dub) – 8:11 - Cassette dos EUA 1. "Stop" - 3:24 2. "Something Kinda Funny" (Ao Vivo em Istanbul) - 4:43 3. "Stop" (Morales Remix) – 7:23 - Promo do Reino Unido com 12" vinil single 1. A1: "Stop" (Morales Remix) – 9:26 2. A2: "Stop" (Stretch 'N' Vern's Rock & Roll Mix) – 10:56 3. B1: "Stop" (Morales Dub) – 8:11 4. B2: "Stop" (Stretch 'N' Vern's Dub) – 11:17 |

## Desempenho nas tabelas musicais
| Chart (1998)                              | Maior posição |
| ----------------------------------------- | ------------- |
| Alemanha (German Singles Chart)           | 35            |
| Austrália (Australian Singles Chart)      | 5             |
| Áustria (Austrian Singles Chart           | 12            |
| Bélgica (Belgian Ultratop 50 (Flanders))  | 9             |
| Bélgica (Belgian Ultratop 40 (Wallonia))  | 8             |
| Canadá (Canadian RPM Singles Chart)       | 3             |
| Escócia (Scottish Singles Chart)          | 4             |
| EUA (Billboard Hot 100)                   | 16            |
| EUA (Hot Dance Club Play)                 | 14            |
| EUA (Mainstream Top 40)                   | 39            |
| Europa (European Hot 100 Singles)         | 6             |
| Finlândia (Finnish Singles Chart)         | 6             |
| França (French Singles Chart)             | 3             |
| Irlanda (Irish Singles Chart)             | 3             |
| Itália (Italian Singles Chart)            | 15            |
| Nova Zelândia (New Zealand Singles Chart) | 9             |
| Países Baixos (Dutch Top 40)              | 2             |
| Reino Unido (UK Singles Chart)            | 2             |
| Suécia (Swedish Singles Chart)            | 2             |
| Suíça (Swiss Singles Chart)               | 20            |

| Chart (2007)                   | Maior posição |
| ------------------------------ | ------------- |
| Reino Unido (UK Singles Chart) | 78            |